# 夜班 (小說)
《夜班》是一部由史蒂芬·金於1970年所著的短篇小說，當時發佈在Cavalier雜誌上，後來收錄在短篇小說集《有時候，他們會回來》內，1990年改編為電影《銷魂大夜班》。

## 故事簡介
霍爾大學畢業後，在一間工廠沉悶地打工。一日，工頭沃維克邀請霍爾等人在國慶假期協作清潔地牢。霍爾等人清潔了一段時間，待遇越來越差，沃維克漠視工友被老鼠咬傷。後來工友發現了一道密門，懷疑是老鼠窩，霍爾強迫沃維克進去。進去後，兩人被老鼠包圍，又發現變了種的巨型老鼠及蝙蝠，霍爾發了瘋似的逼沃維克繼續前進，結果兩人都被老鼠咬死了。